# Zeki Amdouni
Mohamed Zeki Amdouni, född 4 december 2000 i Genève, är en schweizisk fotbollsspelare som spelar för Benfica, på lån från Burnley och Schweiz landslag.

## Klubbkarriär
Amdouni föddes i Genève och började spela fotboll i Servette. Som ung gick han över till Meyrin och därefter Étoile Carouge. I juli 2019 blev han klar för Stade Lausanne Ouchy som spelade i Challenge League.
Den 9 juni 2021 blev Amdouni klar för Lausanne-Sport i schweiziska superligan. Han debuterade i ligan den 24 juli 2021 i en 2–1-förlust mot St. Gallen. Den 24 juni 2022 lånades Amdouni ut till Basel.
Den 19 juli 2023 värvades Amdouni av Burnley, där han skrev på ett femårskontrakt. Den 29 augusti 2024 lånades Amdouni ut till portugisiska Benfica på ett säsongslån.

## Landslagskarriär
Amdouni föddes i Schweiz till en turkisk far och en tunisisk mor. Han spelade en landskamp för Turkiets U21-landslag 2021.
Amdouni debuterade för Schweiz landslag den 27 september 2022 i en 2–1-vinst över Tjeckien, där han blev inbytt i den 79:e minuten mot Ruben Vargas.